# IPhone XS
L'iPhone Xs e l'iPhone Xs Max (numero romano "X" pronunciato "dieci") sono due smartphone progettati e venduti da Apple. Appartenenti alla dodicesima generazione di iPhone, hanno sostituito l'iPhone X e sono stati annunciati il 12 settembre 2018 allo Steve Jobs Theater dal CEO di Apple Tim Cook, insieme all'iPhone XR.
I preordini sono iniziati il 14 settembre 2018 e sono stati commercializzati dal 21 settembre 2018.
Gli iPhone Xs e Xs Max sono gli ultimi modelli, insieme all'iPhone 6s ad usufruire del suffisso "S".

## Descrizione
| Colorazioni | Colorazioni     | Colorazioni |
| Nome        | Nome            | Fronte      |
| ----------- | --------------- | ----------- |
|             | Grigio siderale | Nero        |
|             | Argento         | Nero        |
|             | Oro             | Nero        |

L'iPhone XS ha un design simile a quello dell'iPhone X ma dal lato hardware è dotato del chip A12 Bionic, costruito con un processo a 7 nanometri. Dispone di uno schermo OLED da 5.8 pollici ed è dotato di due telecamere posteriori da 12 megapixel e una fotocamera anteriore da 7 megapixel. L'iPhone XS è certificato IP68. iPhone XS e XS Max sono stati annunciati insieme all’iPhone XR nello stesso evento. Le maggiori differenze rispetto a iPhone XS sono il display più grande da 6,5 pollici e una batteria più capiente. Inoltre, entrambi i telefoni possiedono la ricarica wireless QI. Con l'introduzione di iPhone 11, 11 Pro e 11 Pro Max, i modelli XS e XS Max sono stati messi fuori produzione, a differenza di 8 e 8 Plus, rimasti in commercio fino all'uscita dell'iPhone SE di seconda generazione.

## Specifiche

### Hardware

#### Chip
Gli iPhone Xs e Xs Max sono dotati del chip A12 Bionic, un SoC con una CPU a 6 core (2 ad alte prestazioni e 4 ad alta efficienza) affiancata da una GPU a 4 core e dal Neural Engine di seconda generazione a 8 core. È prodotto con un processo produttivo a 7 nm.

#### Schermo
Entrambi gli iPhone montano uno schermo OLED Super Retina, con supporto a Dolby Vision e HDR10:
- iPhone Xs: diagonale da 5,8 pollici, risoluzione di 2436×1125  pixel (458 ppi);[7]
- iPhone Xs Max: diagonale da 6,5 pollici, risoluzione di 2688×1242 pixel (458 ppi);[7]

Entrambi gli schermi presentano una frequenza di aggiornamento di 60 Hz, e un contrasto tipico di 1.000.000:1.

#### Fotocamere
Gli iPhone Xs e Xs Max sono dotati di un sistema a doppia fotocamera posteriore:
- Grandangolo: sensore da 12 MP, apertura ƒ/1.8;[8]
- Teleobiettivo: sensore da 12 MP, apertura ƒ/2.4, con zoom ottico fino a 2x;[8]

Le fotocamere posteriori permettono di registrare video 4K fino a 60 fps e slow-motion a 1080p fino a 240 fps. Sono inoltre dotate di un Flash True Tone quad-LED.
La fotocamera anteriore ha un obbiettivo grandangolare da 7 megapixel con una apertura focale di ƒ/2.2, che permette di registrare video in 1080p a 60 fps.

#### Modem e connettività
- Intel® XMM™ 7560 LTE Modem (14 nm)[10]
- LTE downlink (Cat.16) 1 Gbit/s / uplink (Cat.13) 150 Mbit/s
(MIMO 4X4 + LAA + 64/256 QAM)

### Software
Gli iPhone Xs e Xs Max sono stati commercializzati con il sistema operativo iOS 12 e supportano aggiornamenti fino ad iOS 18.